# Tugai

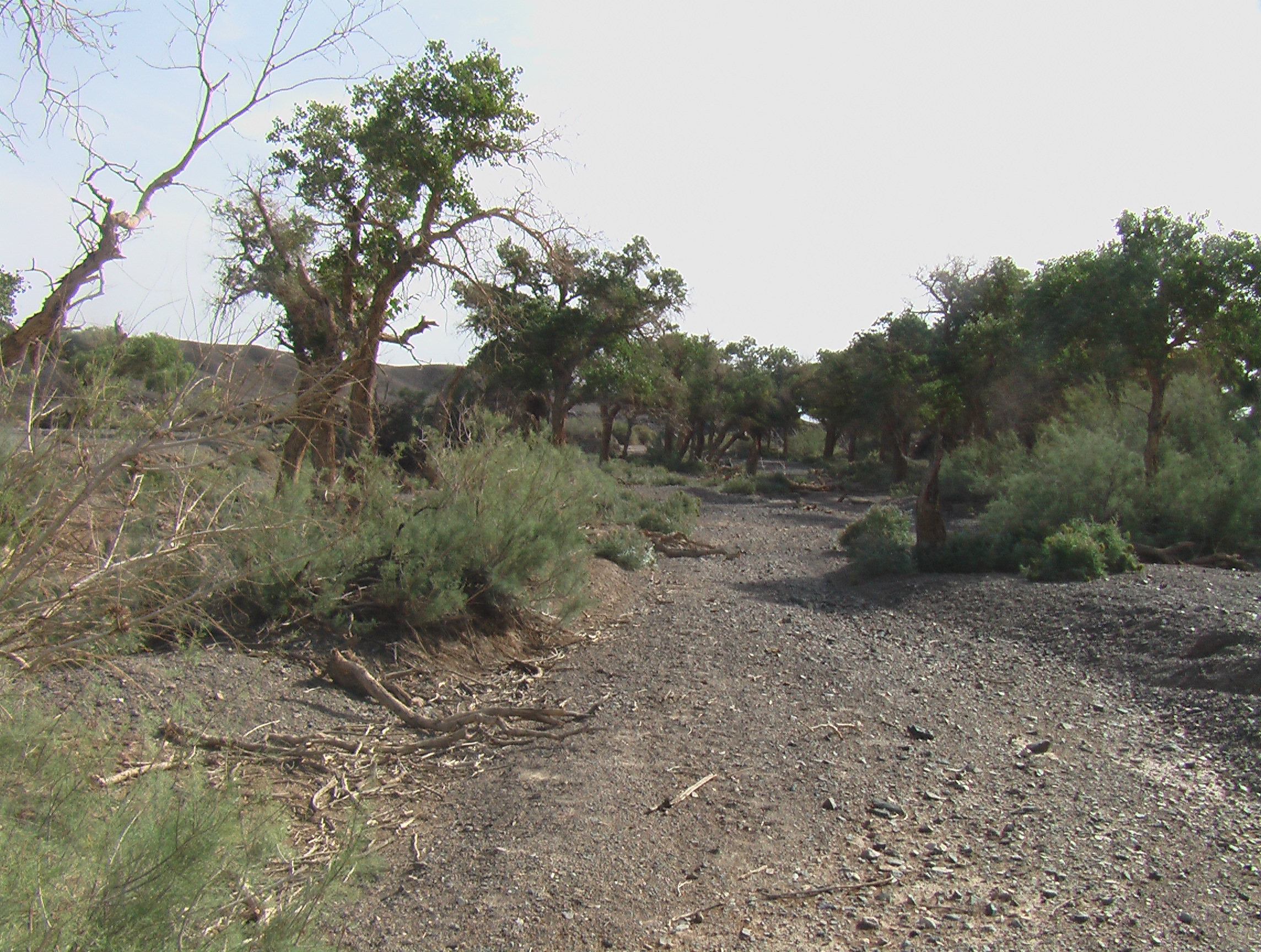
Boschetto di pioppi dell'Eufrate lungo l'Edsin Gol, nel Gobi.

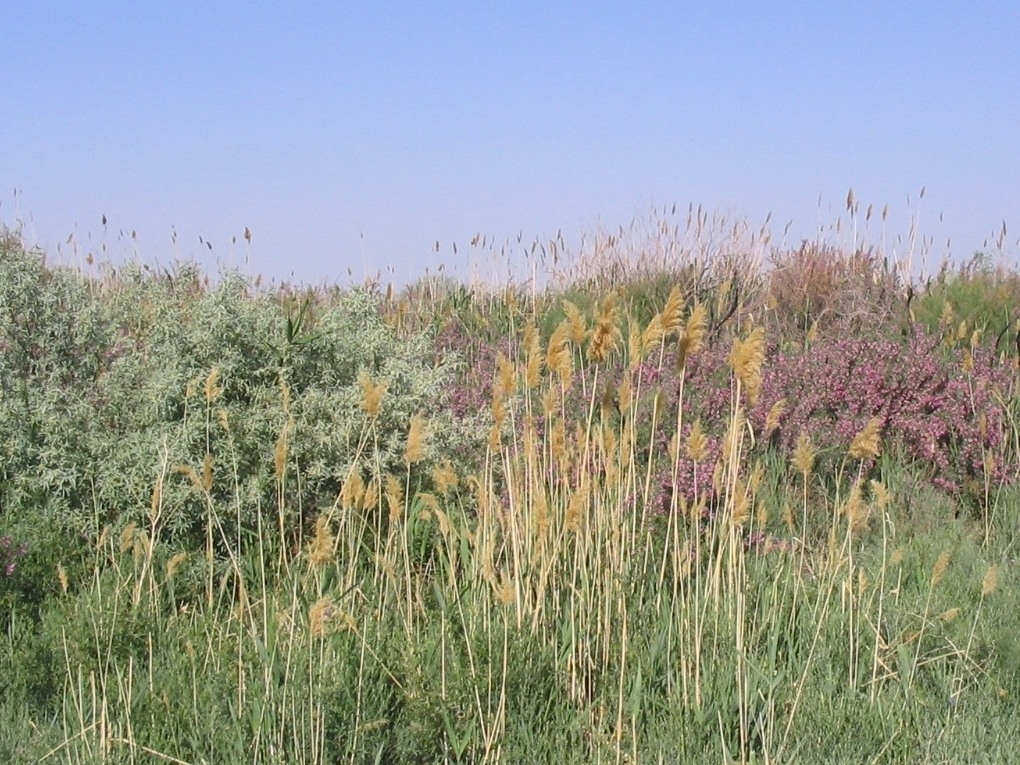

Con il nome di tugai (a volte scritto anche tokai, togai, tougai o turau, in russo Тугай?, in cinese huyanglin) viene indicata la caratteristica forma di vegetazione che si sviluppa lungo le pianure alluvionali dell'Asia centrale, costituita da un mosaico di foreste rivierasche, cespugli e canneti. La specie di albero prevalente in tali foreste è il pioppo dell'Eufrate (Populus euphratica). I tugai, circondati dai deserti e dai semi-deserti dell'Asia centrale, sono habitat che ospitano una grande varietà di forme animali, come il fagiano, il cervo di Bukhara e il gatto della giungla. Tuttavia, soprattutto nel corso della seconda metà del XX secolo, gran parte dei tugai sono stati eliminati e le zone che un tempo ricoprivano sono state sostituite da aree agricole irrigue. Solo in rari casi, però, è risultato possibile ottenere risultati duraturi dal prelievo delle acque dei fiumi che attraversano la regione: nella maggior parte delle volte tale pratica ha portato al prosciugamento dei corsi d'acqua e, di conseguenza, alla desertificazione dell'area.

## Vegetazione
I tugai sono una particolare forma di foresta a galleria che mostra una transizione chiaramente definita verso la vegetazione propria delle regioni desertiche o semi-desertiche ad essa adiacente. La specie più caratteristica di questo habitat, specialmente nelle regioni meridionali, è il pioppo dell'Eufrate (Populus euphratica), particolarmente numeroso nelle zone caratterizzate da terreni alluvionali ricchi di sostanze nutritive. Tra gli altri alberi e arbusti tipici di queste formazioni figurano altre specie di pioppo come Populus pruinosa, specie di eleagno come Elaeagnus oxycarpa o Elaeagnus angustifolia, salici, tamerici (principalmente Tamarix ramosissima), ramni e l'albero del sale (Halimodendron halodendron). Comuni sono anche i rampicanti come le specie dei generi Clematis e Calystegia. Nei canneti le specie più frequenti sono le tife, la cannuccia di palude, varie forme del genere Apocynum e la canna del Po. Soprattutto lungo il corso inferiore dell'Amu Darya le canne possono spesso raggiungere un'altezza di tre metri.
Nelle regioni caratterizzate da un suolo salino, i tugai sono costituiti soprattutto da cespugli di tamerici delle specie Tamarix ramosissima e Tamarix hispida. Inoltre, vi si trovano spesso piante alofile come Kalidio caspicum o le salsole.

## Distribuzione
La vegetazione a tugai si incontra lungo i fiumi e sulle isole fluviali dell'areale originario di Populus euphratica, in particolare nei bacini idrografici del lago d'Aral e del Tarim, vale a dire lungo i sistemi fluviali dell'Amu Darya, del Syr Darya e del Tarim. È particolarmente diffusa in prossimità del delta dell'Amu Darya. Tuttavia, zone ricoperte da vegetazione a tugai si incontrano anche più ad est, fino al Gobi.
Dal momento che i tugai sono costituiti prevalentemente da freatofite - piante che ricavano l'acqua necessaria dalle falde sotterranee -, sono presenti solamente in aree dove il livello delle acque sotterranee non è inferiore ai 10 metri.